# Antonia Jungwirth
Antonia Jungwirth (* 1992 in Frankfurt am Main) ist eine deutsche Schauspielerin, Kulturwissenschaftlerin und Kuratorin.

## Leben
Antonia Jungwirth ist Enkelin des Künstlerpaares Renate Sautermeister und Nikolaus Jungwirth. Sie besuchte die Internatsschule Schloss Hansenberg und sammelte erste Schauspielerfahrungen in verschiedenen freien Theatergruppen in Frankfurt am Main. 2011 begann sie ein Studium der Germanistik, Theater-, Film- und Medienwissenschaft, Philosophie und Romanistik an der Goethe-Universität, das sie 2014 als Bachelor abschloss. Ihre Schauspielausbildung erhielt sie anschließend an der Hochschule für Musik und Theater Hamburg; diese beendete sie 2018.
Während des Studiums spielte sie unter anderem am Deutschen Schauspielhaus in Hamburg und auf Kampnagel. Ab der Spielzeit 2018/19 war sie festes Ensemblemitglied am Theater Konstanz, wo sie unter anderem in der Titelrolle von Katharina Knie unter der Regie von Martina Eitner-Acheampong, als ‚Karoline‘ in Kasimir und Karoline unter Christoph Nix sowie in Hundeherz als ‚Knallikowa/Waznezowa‘ auf der Bühne stand. Seit 2020 ist sie als freie Schauspielerin an verschiedenen Theatern, darunter das Staatstheater Mainz, das Thalia Theater Hamburg und das TAK Theater Liechtenstein, sowie in diversen Film- und Fernsehproduktionen.
In der Webserie Freelancers von Julian Schöneich hatte sie eine Hauptrolle als ‚Anna‘; in der ARD-Serie WaPo Bodensee war sie 2018 in der Folge Böse Freunde als ‚Tina‘ zu sehen. Im Oktober 2020 übernahm sie in der 18. Staffel der ARD-Telenovela Rote Rosen mit der Folge 3211 die Rolle der ‚Sara Herzberg‘, die Adoptivtochter von ‚Mona‘, dargestellt von Jana Hora-Goosmann. Ihren letzten Auftritt als Sara hatte sie in der am 14. Juni 2022 ausgestrahlten Folge 3580 der Serie (Zeiger auf Versöhnung). In MeToo im Barock - Der Fall Artemisia Gentileschi (2023) verkörperte sie die Hauptrolle der Artemisia.
2018 begann sie ein Masterstudium Literatur-Kunst-Medien (LKM) an der Universität Konstanz, das sie 2021 mit der Note „Sehr gut“ abschloss. Seit 2023 promoviert sie am Graduate Centre for the Study of Culture der JLU Gießen. Ihre Forschungsinteressen konzentrieren sich auf die Schnittstelle von E und U, von „Hochkultur“ und Profanem, auf die Performanz von (Geschlechts-)Identitäten sowie die Ausdrucksformen von Komik. Insbesondere widmet sie sich der Analyse der Rolle des Slapstick in der Filmkunst sowie der komplexen Beziehung zwischen „Weiblichkeit“ und Humor.
Sie übernahm Lehrtätigkeiten an der Universität Frankfurt sowie der Uni Konstanz, war in Redaktionen des Hessischen Rundfunks und des Oetinger Verlags tätig und ist Kuratorin der Ausstellung „Neue Stimmen. Deutsches Kino seit 2000“ am Deutschen Filminstitut und Filmmuseum Frankfurt.
Antonia Jungwirth ist Mitglied der Sektion Medien und Gender des ZMI, der Queer Media Society sowie der Genossenschaft Deutscher Bühnen-Angestellter.

## Filmografie (Auswahl)
- 2018: WaPo Bodensee – Böse Freunde (Fernsehserie)
- 2018–19: Freelancers (Webserie)
- 2019: Gasmann (Kinofilm)
- 2020–2022: Rote Rosen (Fernsehserie, 380 Folgen)
- 2023: SOKO Wismar
- 2023: MeToo im Barock – Der Fall Artemisia Gentileschi (arte, ZDF)
- 2023: 7 Tage Stress (Kinofilm)